# Progresu, Călărași
Progresu este un sat în comuna Sohatu din județul Călărași, Muntenia, România.
Această localitate a luat naștere, conform datelor prezente în Primărie, în anul 1784, însă exista de mai multa vreme.
Inițial, numele localității a fost Putul Dimii. Numele provenea de la cel mai respectat și cunoscut boier al vremii la începutul secolului al XIX-lea. De asemenea, în localitatea Progresu au fost descoperite de-a lungul timpului numeroase monezi din aur și argint din urmă cu aproximativ 400 de ani.